# وولا کلاشتورنا
وولا کلاشتورنا (به لاتین: Wola Klasztorna) یک روستا در لهستان است که در گمینا شیچه‌هو (Gmina Sieciechów) واقع شده‌است. 

## خصوصیات
وولا کلاشتورنا ۲۵۰ نفر جمعیت دارد.